# The Art of Hands
|  | Denne artikel er oprettet af botten Steenthbot ud fra en ekstern database. Den kan derfor have sproglige fejl eller mangler. Denne skabelon kan fjernes efter kontrol af indholdet. |

The Art of Hands er en dansk kortfilm fra 2014 instrueret af Nawa Al-ani efter eget manuskript.

## Handling
En kort, eksperimenterende film om hænders forskellighed.